# 東京都立墨東特別支援学校
東京都立墨東特別支援学校（とうきょうとりつ ぼくとうとくべつしえんがっこう、英: Bokuto School for the Physically Handicapped）は、東京都江東区猿江にある都立の特別支援学校である。肢体不自由教育部門と病弱教育部門の2部門を併置しており、小学部・中学部・高等部を設置している。また、都立東部療育センター内に「かもめ分教室」、国立がんセンター中央病院内に「いるか分教室」を設置している。

## 概要
16台のスクールバスを運行しており、医療的ケアに対応した専用通学車両も運行している。
給食は、児童・生徒一人ひとりの状態に応じて、初期食・中期食・後期食・普通食の4段階に分けて提供している。

## 通学区域
肢体不自由教育部門（S部門）
- 江東区、中央区、千代田区、台東区、墨田区

病弱教育部門（B部門）
- 江東区、中央区、千代田区、台東区、墨田区、江戸川区、葛飾区[4]

## 部活動
- 陸上競技
- ハンドサッカー
- ボッチャ[4]

## 訪問教育
- 聖路加国際病院
- がん研有明病院
- 都立墨東病院
- 東京都リハビリテーション病院
- 日本大学病院
- 東京慈恵会医科大学葛飾医療センター[5]

## 所在地
- 本校
  - 〒135-0003　東京都江東区猿江2-16-18
- 肢体不自由教育部門（かもめ分教室）
  - 〒136-0075　東京都江東区新砂3-3-25（東京都立東部療育センター4階）
- 病弱教育部門（いるか分教室）
  - 〒104-0045　東京都中央区築地5-1-1　12Ａ（国立がんセンター中央病院小児科病棟）